# 雨宮夕夏
雨宮 夕夏（あめみや ゆうか、1994年6月30日- ）は、日本の女性声優。大阪府出身。アイムエンタープライズ所属。

## 略歴
学生時代は演劇が好きだったが、「国語の時間の朗読もきっちりやりたい」と思っていた。周囲からは「アナウンサーになれば？」と言われていたこともあったが、芝居がやりたい気持ちが強かった。その後、『涼宮ハルヒの憂鬱』でハルヒ役を演じた平野綾のマルチな活動に憧れて声優を目指したという。
日本ナレーション演技研究所出身。

## 人物
趣味はカラオケ・散歩。「ぽむ」と言う名前のウサギと暮らしている。
漢検2級、3級色彩コーディネーター、仏検4級を持っている。

## 交友
仲が良い声優は、同じ事務所の同期である小澤亜李、長縄まりあや、アーツビジョン所属で同郷で同い年でもある谷口夢奈が挙げられる。
また、同じ事務所で先輩の綾瀬有とも交友がある。

## 出演
太字はメインキャラクター。

### テレビアニメ
2016年
- ラブライブ!サンシャイン!!（2016年 - 2017年、女子生徒） - 2シリーズ

2017年
- スタミュ（女性たち）
- 覆面系ノイズ（女性2）
- 異世界はスマートフォンとともに。（リム）
- アイドルマスター SideM（観客）

2018年
- 一人之下 羅天大醮篇/全性篇（陸玲瓏）
- citrus（女性）
- アイカツフレンズ!（エリ、男の子）
- 6HP/シックスハートプリンセス （あみの義母）
- ソードアート・オンライン アリシゼーション（村民）

2020年
- ＜Infinite Dendrogram＞-インフィニット・デンドログラム-（レベッカ・ランカース）
- Lapis Re:LiGHTs（アンジェリカ / あんじぇ）
- 魔王学院の不適合者 〜史上最強の魔王の始祖、転生して子孫たちの学校へ通う〜（2020年 - 2024年、黒服女子、シェリア・ニジェム、黒服女） - 3シリーズ

2021年
- プレイタの傷（社員、少女）
- スケートリーディング☆スターズ（ミリオンファン）
- ラブライブ!スーパースター!!

2022年
- その着せ替え人形は恋をする（2022年 - 2025年、八尋大空） - 2シリーズ
- ラブライブ!虹ヶ咲学園スクールアイドル同好会

2023年
- 異世界でチート能力を手にした俺は、現実世界をも無双する〜レベルアップは人生を変えた〜
- 好きな子がめがねを忘れた（女子生徒）
- デキる猫は今日も憂鬱（ゴマフ、仔猫、ダイ、社員）

2024年
- 恋は双子で割り切れない（小学校担任）
- るろうに剣心 -明治剣客浪漫譚- 京都動乱（2024年 - 2025年、増髪）

2025年
- クレヨンしんちゃん（園児F）

### ゲーム
2014年
- 天空のクラフトフリート（イザベル、アセロラ、ラファリア、ストラ）
- ヴィーナスダンジョン（衛青、張騫、華佗）
- 魔女のニーナとツチクレの戦士
- サムライライジング

2015年
- 戦国あどべんちゃー 
- トワイライトロア
- 夏色ハイスクル★青春白書 〜転校初日のオレが幼馴染と再会したら(略)
- 姫王と最後の騎士団（シャリィ）
- 魔法少女大戦 ZANBATSU（南海魔導まりんブルー）
- 見習い魔女とモコモコフレンズ（リン）

2016年
- 御城プロジェクト:RE（日之嶽城、平戸城、上関城）
- ガールズオンメタル

2017年
- 幻獣契約クリプトラクト（フラン、ルルエル、プリシラ）
- 料理次元（関東煮、マッシュルームのポタージュ）
- デスティニーチャイルド（悲しみのソネット）

2018年
- アビス・ホライズン（ブランデンブルク、ロレーヌ）
- 共闘ことばRPG コトダマン（2018年 - 2021年、奇麗の貴女・サプリ、ソリャーセ、ナゾカケ、ジュテムーン）

2020年
- ART CODE SUMMONER（ドミニク・アングル）

2021年
- ラピスリライツ 〜この世界のアイドルは魔法が使える〜（アンジェリカ / あんじぇ）

2022年
- モンスターストライク（東海道中膝栗毛）

2025年
- 勿ノ怪契リ（朱桃）

### ラジオ
※はインターネット配信。
- 音泉キング「下野紘」のラジオ きみはもちろん、＜音泉＞ファミリーだよね?（2018年 - 、音泉※）[37]
- 雨宮夕夏の本気!アニラブ（2018年 - 2020年、超!A&G+※）[38]
- 音泉ジュニアのラジオ「徳留慎乃佑・雨宮夕夏・村井美里の女子会ノリでラジオがしたい!」（2019年、音泉※）[39]

### テレビ番組
※はインターネット配信。
- サディ★キャンのゲームするぞっ！（2020年、YouTube※）

### ラジオドラマ
- TBSラジオ エブ★ラジ 夜の連続スマホ小説「俺が守ってやるよ。」[40]

### 舞台
- 舞台「あいまいみー THE ミュージカル」（ぽのか役）[41]
  - 舞台「あいまいみー THE ミュージカル〜りぷれい〜」[42]

### デジタルコミック
- VOMIC SOUL CATCHER(S)（2015年、女子生徒[43]）

### その他コンテンツ
- 2.5次元てれび（リポーターズ候補生）
- 167s（咲峰美花 / ミカ[44]）

## ディスコグラフィ

### キャラクターソング
| 発売日   | 商品名                                                                                       | 歌                       | 楽曲                                | 備考                                                                                            |
| 2018年   | 2018年                                                                                       | 2018年                   | 2018年                              | 2018年                                                                                          |
| -------- | -------------------------------------------------------------------------------------------- | ------------------------ | ----------------------------------- | ----------------------------------------------------------------------------------------------- |
| 6月2日   | ミライロスペクトル                                                                           | 167s                     | 「ミライロスペクトル」              | Webアニメ『イロナス』オープニングテーマ                                                         |
| 6月2日   | ミライロスペクトル                                                                           | 167s                     | 「Rainbow True Colors」             | Webアニメ『イロナス』エンディングテーマ                                                         |
| 9月24日  | Friend×Blend/カラフルリング                                                                  | 167s                     | 「Friend×Blend」 「カラフルリング」 | 『167s』関連曲                                                                                  |
| 2020年   |                                                                                              |                          |                                     |                                                                                                 |
| 2月5日   | START the MAGIC HOUR                                                                         | Sadistic★Candy           | 「Are Many Chance!!!」 「VIVIらぷ」 | ゲーム『ラピスリライツ 〜この世界のアイドルは魔法が使える〜』関連曲                             |
| 7月8日   | 私たちのSTARTRAIL/プラネタリウム                                                             | ラピスリライツ・スターズ | 「私たちのSTARTRAIL」               | テレビアニメ『Lapis Re:LiGHTs』オープニングテーマ                                               |
| 11月25日 | Beautiful World/HYBRID                                                                       | Ray                      | 「Beautiful World」                 | テレビアニメ『Lapis Re:LiGHTs』関連曲                                                           |
| 11月25日 | Beautiful World/HYBRID                                                                       | Ray                      | 「HYBRID」                          | テレビアニメ『Lapis Re:LiGHTs』挿入歌                                                           |
| 12月23日 | SKY FULL of MAGIC                                                                            | Sadistic★Candy           | 「ポジティブ★パラダイス」           | テレビアニメ『Lapis Re:LiGHTs』挿入歌                                                           |
| 12月23日 | SKY FULL of MAGIC                                                                            | Sadistic★Candy           | 「ピンク色の曇天」                  | 『ラピスリライツ 〜この世界のアイドルは魔法が使える〜』関連曲                                   |
| 12月23日 | SKY FULL of MAGIC                                                                            | ラピスリライツ・スターズ | 「私の名は、光。」                  | 『ラピスリライツ 〜この世界のアイドルは魔法が使える〜』関連曲                                   |
| 2021年   |                                                                                              |                          |                                     |                                                                                                 |
| 2月24日  | 魔王学院の不適合者 〜史上最強の魔王の始祖、転生して子孫たちの学校へ通う〜 BD・DVD第6巻特典CD | アノス・ファンユニオン   | 「世界が愛に満ちるように」          | テレビアニメ『魔王学院の不適合者 〜史上最強の魔王の始祖、転生して子孫たちの学校へ通う〜』挿入歌 |
| 2022年   |                                                                                              |                          |                                     |                                                                                                 |
| 10月26日 | Everlasting Magic                                                                            | Sadistic★Candy           | 「Twinkle Candy Carnival」          | ゲーム『ラピスリライツ 〜この世界のアイドルは魔法が使える〜』関連曲                             |

### その他参加作品
| 発売日         | 商品名                           | 歌        | 楽曲                          | 備考                                               |
| -------------- | -------------------------------- | --------- | ----------------------------- | -------------------------------------------------- |
| 2018年12月29日 | 本気!アニラブ 第13期テーマソング | mirabilis | 「ラブキミレボリューション☆」 | Webラジオ『本気!アニラブ』第13期オープニングテーマ |